# Madame Lynch (Asunción)
Madame Lynch es un populoso barrio de la ciudad de Asunción, capital de la República del Paraguay. El nombre es en honor a Elisa Alicia Lynch, esposa del presidente Francisco Solano López.

## Historia
De acuerdo a los relatos de antiguos pobladores el Barrio Madame Lynch (Mburukujá hasta la intendencia de la Sra. Evanhy Troche de Gallegos) empezó a poblarse hace 55 años (a julio de 2019)
El hoy Barrio Madame Lynch fue la Quinta de la Familia Toja en gran parte, y la Quinta de la Familia Sosa. 
El Sr. Toja luego transfirió el inmueble a la Urbanización Mburukujá Campo Grande S.A. para su loteamiento, administración y venta de los inmuebles.
El lugar siempre fue confundido con La Villa Guaraní, creada aproximadamente en la década de 1960 para los funcionarios del Municipio de La Ciudad de Asunción por el Intendente Gagliardone. Resulta que una de las primeras líneas de ómnibus que hasta hoy circulan a través del barrio (línea 16), tenía entre sus destinos a Villa Guaraní, con lo cual sus habitantes y los de otros barrios de la Ciudad, empezaron a confundirlo o a no darle importancia a tal confusión, lo importante era llegar a destino diariamente.
Durante la intendencia de la Sra. Evanhy Troche de Gallegos, el Barrio Mburukujá fue renombrado a Madame Lynch sin siquiera hacer una consulta a sus habitantes, hecho que fue realizado para revaluar los inmuebles de la zona anteriormente conocida como Villa Antelco (la cual fue renombrada a Mburukujá), ya que el Barrio Mburukujá gozaba de un importante prestigio (desde principios de la década de 1980), sobre todo por las hermosas residencias construidas, el cuidado de sus jardines, su densa vegetación con árboles de Lapacho, el ordenamiento y calidad de sus calles, además de la seguridad, todo lo cual persiste hasta hoy, haciendo al Barrio Madame Lynch uno de los más interesantes y deseados de la Ciudad de Asunción. 
El hoy Barrio Madame Lynch era una zona de monte cubierto de árboles añosos, con calles de tierra y casi nula población, sobre todo porque a fines de la década de 1960 era un lugar muy alejado del Centro de la Ciudad de Asunción que empezaba una gran expansión hacia zonas que eran utilizadas aún como granjas o quintas.
La apertura de las avenidas Santísima Trinidad, San Martín, Molas López, Primer Presidente y Aviadores del Chaco, hizo a la zona más atractiva y contribuyó notablemente a la formación de una zona habitacional más densa. 

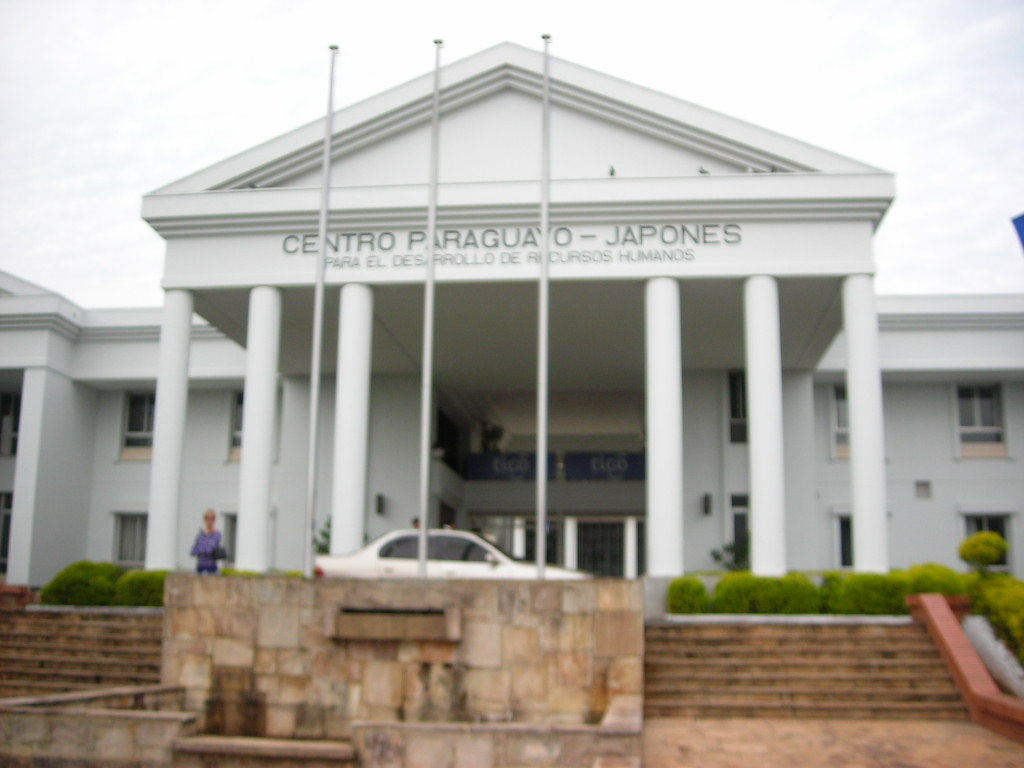
Centro Paraguayo Japonés.

## Características
La zona del barrio Madame Lynch presenta ligeros declives y suaves ondulaciones de suelo arcilloso, con manantiales, surgentes y cauces que corren a lo largo de las vías del tren. Presenta un ligero declive hacia la avenida Aviadores del Chaco que se acentúa hacia la calle Juan M. Iturbe.
Se observan tres zonas bien definidas: Villa Victoria, eminentemente residencial, la zona comprendida entre las avenidas Molas López, Santísima Trinidad y Gerónimo Zubizarreta asfaltada caracterizada por construcciones nuevas y una franja que se extiende a lo largo de la calle Julio Correa de uso preferentemente comercial.

## Geografía
El barrio Madame Lynch está situado en la ciudad de Asunción, capital del Paraguay, en el departamento central de la Región Oriental, dentro de la bahía del Río Paraguay, ciudad cosmopolita, donde confluyen personas de distintas regiones del país y extranjeros que la habitan, ya arraigados en ella.

## Clima
Clima tropical, la temperatura media es de 28 °C en el verano y 19 °C en el invierno. Vientos predominantes del norte y sur. El promedio anual de precipitaciones es de 1700 mm.

## Límites
El barrio Madame Lynch tiene como limitantes a las avenidas Primer Presidente, Santísima Trinidad, las calles Overáva y Julio Correa.
- Al norte limita con el barrio Mburucuya.
- Al sur limita con el barrio San Jorge y con el barrio Salvador del Mundo.
- Al este limita con el barrio Mbokayaty.
- Al oeste limita con el barrio Las Lomas.

## Superficie
El barrio Madame Lynch abarca una superficie de 1,96 km² . 

## Vías y medios de comunicación
Entre las principales vías de acceso asfaltadas están las avenidas Aviadores del Chaco, Molas López, Julio Correa, Santísima Trinidad y las calles Cirilo Gill y Overáva.
Operan cuatro canales de televisión abiertos y varias empresas que emiten señales por cable. Se conectan con veinte emisoras de radio que transmiten en frecuencias AM y FM. Cuenta con los servicios telefónicos de Copaco y los de telefonía celular, además cuenta con varios medios de comunicación y a todos los lugares llegan los diarios capitalinos

## Transporte
Por la zona circulan las siguientes los transportes de la línea 16, la línea 1, la línea 7, la línea 28, la línea 44, la línea 30, la línea 3 y la línea 37B.

## Población
El barrio Madame Lynch cuenta con una población de 8.062 habitantes aproximadamente de los cuales 46% son hombres y 54% son mujeres. La densidad poblacional es de 4.090 hab./km².

## Demografía
En el barrio Madame Lynch existen 1.658 viviendas aproximadamente en su mayoría de tipo económico con los servicios públicos básicos. El porcentaje de cobertura de servicios es el siguiente:
El 95 % de las viviendas poseen energía eléctrica. 
El 90 % de las viviendas poseen agua corriente. 
El 65 % de las viviendas poseen el servicio de recolección de basura.
El 80 % de las viviendas poseen red telefónica.
Sectores de la población trabaja en las curtiembres y talleres mecánicos de la zona otros en el área de servicios.
Las necesidades sanitarias son cubiertas por un centro de salud que brinda los servicios de clínica médica, pediatría, odontológica entre otros.
En el ámbito educativo el barrio cuenta con instituciones que desarrollan cursos de capacitación en diferentes aéreas como música, danza y pintura. Hay además un colegio público y un privado de nivel primario y secundario.

## Principales problemas del barrio
- Delincuencia juvenil, patoterismo.
- Aguas servidas al costado de la avenida Aviadores del Chaco.
- Ocupación de terrenos destinados a espacios verdes, sin control.
- Falta de fuentes de trabajo para los habitantes de la zona.

## Instituciones y organizaciones existentes
Comisiones vecinales de Fomento

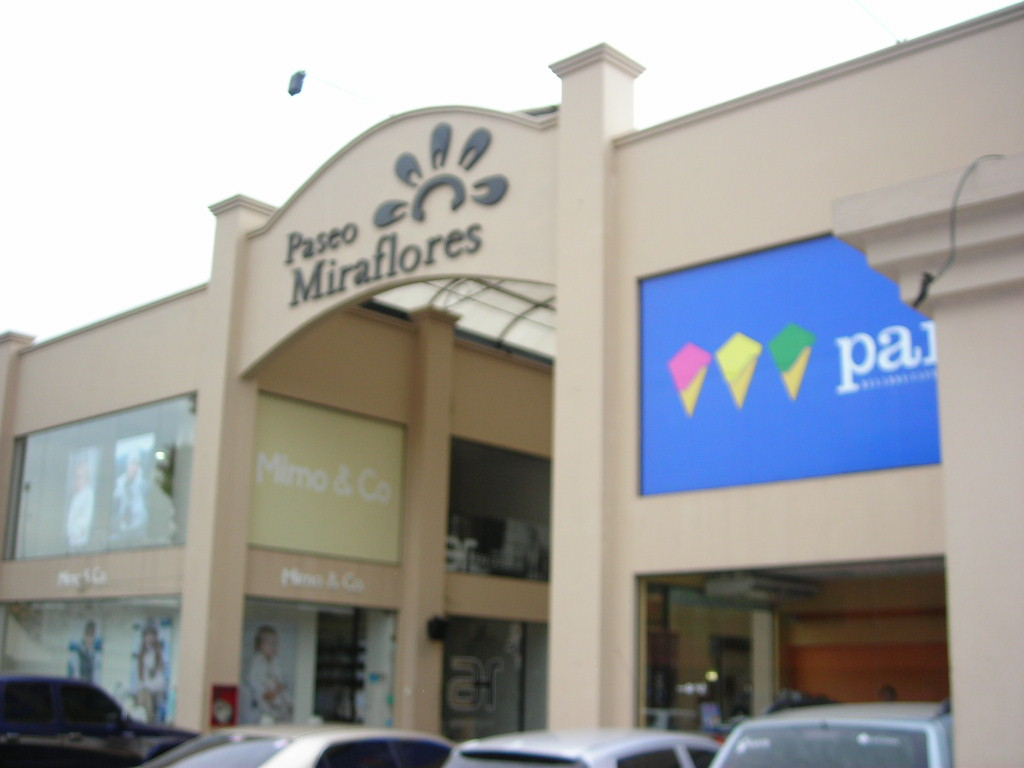
Paseo Mira Flores.

Fundado el 31 de julio de 2001 e inscripto por Resolución Municipal Nª 927 del 12 de septiembre de 2001. El Lic. Francisco Verón Una de las autoridades de la comisión vecinal (0981-55-66-40)
Principales realizaciones: construcción de la Plaza 34 Curuguateños: cancha de Vóley de Playa, cancha de basketbol, quincho con baños, parque infantil, entrada principal, etc. con aporte de la comunidad de más de cien millones de guaraníes y aporte de la Municipalidad de Asunción. Actualmente en litigio porque la Municipalidad la quiere demoler y construir estacionamiento de vehículos.
- Construcción de empedrado de las calles Zavala entre Sª Trinidad y Sgto. Benítez
- Construcción de empedrado de las calles Prof Amerilla entre 34 Curuguateños y Overavà

## Instituciones no gubernamentales
Religiosa
- Iglesia del Sagrado Corazón de Jesús y de María
- Iglesia de Jesucristo de los Santos de los Últimos días.
- Templo Budista.

Entidades sociales
- Club 24 de septiembre
- Sede social y deportivo del Banco do Brasil.
- Club y campo deportivo del Independiente de Campo Grande Football.

Entidades Benéficas y de Salud.
CERENIF. Centro de Rehabilitación del Niño impedido físico.

Entidades Educativas.
- Escuela y Colegio Sagrados Corazones de Jesús y de María (desde 1968)
- Colegio del CCPA. Centro Cultural Paraguayo Americano.

## Instituciones gubernamentales
Municipales
- Existen 6 plazas ocupadas

Otros
- Centro Paraguayo Japonés
- Escuela Nacional Primer Presidente Constitucional del Paraguay.